# Селезнёвка (Первомайский район)
Селезнёвка (до 1945 года Ста́рый Бурна́к; укр. Селезнівка, крымскотат. Eski Burnaq, Эски Бурнакъ) — исчезнувшее село в Первомайском районе Крыма, располагавшееся на юге, в степной части Крыма, у границы с Сакским районом, примерно в 5,5 километрах южнее современного села Ровное.

### Динамика численности населения
| - 1805 год — 40 чел. - 1864 год — 26 чел. - 1889 год — 150 чел. - 1892 год — 28 чел. | - 1900 год — 30 чел. - 1915 год — 47/67 чел. - 1926 год — 158 чел. - 1939 год — 170 чел. |

## История
Первое документальное упоминание селения встречается в Камеральном Описании Крыма… 1784 года, судя по которому, в последний период Крымского ханства Бурнак Хаджи входил в Караул кадылык Перекопского каймаканства. После присоединения Крыма к России (8) 19 апреля 1783 года, (8) 19 февраля 1784 года, именным указом Екатерины II сенату, на территории бывшего Крымского ханства была образована Таврическая область и деревня была приписана к Евпаторийскому уезду. После павловских реформ, с 1796 по 1802 год входила в Акмечетский уезд Новороссийской губернии. По новому административному делению, после создания 8 (20) октября 1802 года Таврической губернии, Бурнак был включён в состав Урчукской волости Евпаторийского уезда.
По Ведомости о волостях и селениях, в Евпаторийском уезде с показанием числа дворов и душ… от 19 апреля 1806 года в деревне Бурнак-Аджи числилось 8 дворов, 37 крымских татар и 3 ясыров. На военно-топографической карте генерал-майора Мухина 1817 года деревня Бурнак обозначена с 8 дворами. После реформы волостного деления 1829 года деревня, согласно «Ведомости о казённых волостях Таврической губернии 1829 года» осталась в составе Урчукской волости. На карте 1836 года в деревне 7 дворов, а на карте 1842 года Бурнак обозначен условным знаком «малая деревня», то есть, менее 5 дворов.
В 1860-х годах, после земской реформы Александра II, деревню приписали к Абузларской волости. Согласно «Памятной книжке Таврической губернии за 1867 год», деревня была покинута жителями в 1860—1864 годах, в результате эмиграции крымских татар, особенно массовой после Крымской войны 1853—1856 годов, в Турцию и вновь заселена татарами. В «Списке населённых мест Таврической губернии по сведениям 1864 год», составленном по результатам VIII ревизии 1864 года, Бурнак — владельческая татарская деревня, с 5 дворами, 26 жителями и мечетью. По обследованиям профессора А. Н. Козловского 1867 года, вода в колодцах деревни была пресная, а их глубина достигала 15—18 саженей (30— 35 м),. На трехверстовой карте Шуберта 1865—1876 года в деревне Бурнак 5 дворов). В «Памятной книге Таврической губернии 1889 года», по результатам Х ревизии 1887 года, в деревне Бурнак числилось 28 дворов и 150 жителей. Согласно «…Памятной книжке Таврической губернии на 1892 год», в деревне Бурнак, входившей в Биюк-Кабанский участок, числилось 28 жителей в 5 домохозяйствах.
Земская реформа 1890-х годов в Евпаторийском уезде прошла после 1892 года, в результате Бурнак приписали к Кокейской волости. По «…Памятной книжке Таврической губернии на 1900 год» в деревне числилось 30 жителей в 7 дворах. К 1904 году в деревне, на средства князя С.-М. Булгакова, была построена школа. По Статистическому справочнику Таврической губернии. Ч.II-я. Статистический очерк, выпуск пятый Евпаторийский уезд, 1915 год, в деревне Бурнак Кокейской волости Евпаторийского уезда числилось 34 двора (7 дворов с землёй, 27 — безземельные) с татарским населением в количестве 47 человек приписных жителей и 67 — «посторонних», из которых 67 мужчин и 47 женщин. Жители владели 1094 десятинами удобной земли. В хозяйствах имелось 100 лошадей, 28 волов, 19 коров и 400 голов мелкого скота.
После установления в Крыму Советской власти, по постановлению Крымревкома от 8 января 1921 года № 206 «Об изменении административных границ» была упразднена волостная система и село вошло в состав Евпаторийского района Евпаторийского уезда, а в 1922 году уезды получили название округов. 11 октября 1923 года, согласно постановлению ВЦИК, в административное деление Крымской АССР были внесены изменения, в результате которых округа были отменены и произошло укрупнение районов — территорию округа включили в Евпаторийский район. Согласно Списку населённых пунктов Крымской АССР по Всесоюзной переписи 17 декабря 1926 года, в селе Бурнак Старый, центре Старо-Бурнакского сельсовета Евпаторийского района, числилось 36 дворов, все крестьянские, население составляло 159 человек, из них 150 татар, 8 немцев, 1 русский, действовала татарская школа. Постановлением ВЦИК РСФСР от 30 октября 1930 года был создан Фрайдорфский еврейский национальный район (переименованный указом Президиума Верховного Совета РСФСР № 621/6 от 14 декабря 1944 года в Новосёловский) (по другим данным 15 сентября 1931 года) Старый Бурнак включили в его состав. В сентябре — октябре 1941 года, во время обороны Крыма, у села был создан аэродром, на котором базировались истребители «Фрайдорфской» авиационной группы ВВС Черноморского флота. По данным всесоюзная перепись населения 1939 года в селе проживало 170 человек.
В 1944 году, после освобождения Крыма от фашистов, согласно постановлению ГКО № 5859 от 11 мая 1944 года, 18 мая крымские татары были депортированы в Среднюю Азию. Указом Президиума Верховного Совета РСФСР от 21 августа 1945 года Старый Бурнак был переименован в Селезнёвку и Старо-Бурнакский сельсовет — в Селезнёвский. С 25 июня 1946 года Ровное в составе Крымской области РСФСР. 25 июля 1953 года Новоселовский район был упразднен и село включили в состав Первомайского. Видимо, ликвидировано до 1954 года, поскольку в доступных документах, охватывающих более поздний период, не встречается.